# نهر دونجا
نهر دونجا، هو نهر يقع في نيجيريا والكاميرون في إفريقيا.

## الوصف
ينبع النهر من هضبة مامبيلا في شرق نيجيريا، ويشكل جزءًا من الحدود الدولية بين نيجيريا والكاميرون، ويتدفق شمال وغرب ليندمج في النهاية مع نهر بينو في نيجيريا.
تبلغ مساحة حوض مياه نهر دونجا حوالي 20000 كيلومتر مربع.
توجد ثلاث محميات غابات، في حوض نهر دونجا وهي: بيسا وأمبوي ونهر بيسولا، تقع على المنحدرات وعند سفح هضبة مامبيلا، ومنتزه جاشاكا جومتي الوطني.